# Filosofia della religione

Simboli religiosi

La filosofia della religione, appartenente all'ambito della filosofia teoretica e della filosofia morale, studia le modalità con cui le religioni influenzano l'agire e l'essere dell'uomo.

## Descrizione
Essa studia il rapporto dell'uomo con la sfera del religioso cercando di inquadrare il fenomeno attraverso gli strumenti logici della comprensione e dell'interpretazione filosofica (Ermeneutica della religione), differenziandosi dalla fenomenologia della religione, dalla psicologia della religione e dalla sociologia della religione, per quanto attiene al metodo e dalla teologia, sebbene ci siano delle tangenze nel campo della teologia naturale e della teologia fondamentale, per quanto riguarda i propositi (apologetici) di quest'ultima. In particolare la disciplina studia i fondamenti epistemici, morali ed etici di ogni credo religioso e ne configura il limite nell'approccio fideistico, ossia nel credere senza ragionare: il grande dilemma dello studio filosofico delle religioni sta proprio nella dicotomia fede/ragione e nel cercare di determinare e chiarire (se esiste) il confine tra l'una e l'altra. 
La disciplina non presuppone nelle sue analisi nessun tipo di confessione o rivelazione religiosa in particolare, in ciò consiste la principale differenza con la teologia e con la filosofia religiosa (o di tono religioso) e pur mostrando una precisa attenzione e sensibilità per il fenomeno religioso, essa è fondamentalmente laica. Può essere praticata dunque in termini universali, in quanto interessata al problema religioso in generale, cercando di analizzarlo intellettualmente e in modo sistematico, ma può anche focalizzare ambiti individuali e specifici, come ad es. quelli della filosofia della religione ebraica, cristiana o islamica. 

### Statuto epistemico
«Molti studiosi hanno cercato di determinare in via negativa lo spettro semantico di questo concetto, ponendo in evidenza per es. le differenze che intercorrono tra la filosofia della religione propriamente detta e le discipline affini, quali sono da un lato le "scienze delle religioni" (storia, antropologia, etnologia, psicologia, sociologia delle religioni e via discorrendo) e dall'altro la teologia in tutte le sue espressioni» (cfr. Hagar Spano, Sul domandare filosofico-religioso, in "Dialegesthai", XII / 2010). Come nota opportunamente Adriano Fabris nella sua Introduzione alla filosofia della religione (Laterza, Roma-Bari 1996), la Filosofia della religione differisce da esse nella misura in cui, a differenza delle scienze delle religioni, essa «non considera il proprio tema necessariamente come un "oggetto" di indagine. 
Essa non si rivolge cioè alla sfera religiosa applicando un metodo ben definito che le potrebbe consentire di ricondurre quest'ambito entro schemi stabiliti preventivamente [...]»; anzi «sa che è pregiudiziale e riduttivo considerare i fenomeni del culto e della fede come semplici oggetti, sa che in tal modo va perduto lo spessore vitale di questa dimensione, ed è quindi disposta anzitutto a farsi suggerire dai documenti e dalle testimonianze religiose gli spunti più adeguati per la propria interrogazione su di essi»; inoltre, nell'ambito degli studi filosofico-religiosi «non ci si accontenta di ciò che appare storicamente, nella sua contingenza o nella sua ricorrente storicità. Ci si domanda invece che cos'è ciò che a una tale esperienza si manifesta, quali sono i suoi caratteri distintivi, che cosa lo costituisce». 
E dalla teologia invece differisce in quanto non si fa carico di compiti di natura apologetica, limitandosi a raccogliere «quella domanda sul senso che anima l'atteggiamento religioso articolandone le ragioni al di là della sfera a cui si limitano le sue giustificazioni»; vale a dire, essa «non fornisce buone ragioni né per credere né per non credere. Essa piuttosto parla di Dio solo in maniera indiretta, passando cioè per il tramite di un'analisi dell'ambito religioso», vale a dire un'analisi rigorosa della dimensione religiosa nel complesso.

### Filosofia della religione o delle religioni?
Conviene forse prendere almeno rapidamente in considerazione le obiezioni sollevate nei confronti della denominazione al singolare che caratterizza l'espressione "filosofia della religione", allo scopo di chiarire ulteriormente l'autentica vocazione degli studi filosofico-religiosi. È stato giustamente asserito che l'alternativa tra la dizione "filosofia della religione" e quella di "filosofia delle religioni" (eletta erroneamente da alcuni a garanzia del pluralismo religioso) costituisce un falso problema. Come asserisce Marco Ravera in Introduzione alla filosofia della religione (1995), «con la denominazione di filosofia della religione si intende, in via generale, l'autonomo accostarsi del pensiero filosofico al fatto religioso concepito nella sua integralità e lo sforzo, operato dalla riflessione, di coglierne e penetrarne l'essenza e i caratteri. 
E lo stesso parlare di "fatto religioso" nella sua generalità sottintende una radicale apertura, non solo interconfessionale, ma genuinamente interreligiosa, a ogni manifestazione del sacro e a ogni contenuto di fede e di esperienza del divino. Non si tratta pertanto, nemmeno nella denominazione usuale, di una particolare religione ma della religione come fenomeno universalmente umano, del suo darsi ed emergere quale comun denominatore delle sue più diverse e lontane apparizioni: e in questo senso il plurale che si vorrebbe preservare è già tutto inscritto nel singolare "collettivo" adoperato tradizionalmente. Tanto varrebbe altrimenti, come fu ironicamente a suo tempo suggerito, porre la medesima questione (smascherandone così la mancanza di senso) a proposito -- tanto per fare alcuni esempi illuminanti -- di filosofia "dei diritti", di filosofia "delle politiche", di filosofia "dei linguaggi", filosofia delle "scienze" o "delle storie"».

### Filosofia analitica della religione
Il decisivo interesse riservato al linguaggio all'interno della filosofia del Novecento ha favorito la nascita e lo sviluppo di una vera e propria Filosofia analitica della religione, vale a dire di una serie di « tendenze filosofiche che nel pensiero contemporaneo hanno applicato tecniche e strumenti analitici al discorso religioso in ciascuna delle varie fasi dello sviluppo dell'analisi filosofica e del suo complesso rapporto con la ricerca epistemologica. Nella applicazione al problema religioso la svolta linguistica si manifesta per lo più nella caratterizzazione della filosofia della religione come una ricerca sui tipi di enunciati che esprimono la credenza religiosa e sulla logica del discorso in cui la credenza trova espressione » (cfr. Mario Micheletti, Introduzione alla filosofia analitica della religione. Un'introduzione storica, Brescia 2002).

### Esempi
La teoria marxista ha elaborato una forte critica alla religione in senso materialista-storicista considerandola a livello storico come "oppio dei popoli" nonché generatrice di guerre di religione tra popoli, dando vita alla corrente ateista tipica del materialismo (che Marx medesimo aveva ripreso in parte da Ludwig Feuerbach); mentre Freud considera la nozione di Dio come il desiderio inconscio dell'esistenza del padre buono, l'esistenzialismo novecentesco, sia ateo che religioso, insistendo sulla finitudine dell'essere umano, rivaluta l'aspetto irrazionale legato alla paura della morte e al senso della vita (la metafisica dal punto di vista psicoanalitico non sarebbe altro che un tentativo razionale di soddisfare tali esigenze). Lo stesso Carl Gustav Jung colloca gli aspetti religiosi negli archetipi propri dell'inconscio collettivo, dunque nella cultura e nelle tradizioni di ciascun popolo. 
Secondo Walter Benjamin, invece, l'affermazione della borghesia ha prodotto la scristianizzazione del mondo moderno: "il capitalismo è una religione che nasce dal semplice culto, senza dogma. Il capitalismo – come si deve poter provare non solo nel calvinismo, ma anche negli altri movimenti cristiani ortodossi – si è sviluppato in Occidente in modo parassitario sul cristianesimo in modo tale che alla fin fine la sua storia è la storia del suo parassita, del capitalismo".